# Mariano Homs
 (septembre 2014).
Si vous disposez d'ouvrages ou d'articles de référence ou si vous connaissez des sites web de qualité traitant du thème abordé ici, merci de compléter l'article en donnant les références utiles à sa vérifiabilité et en les liant à la section « Notes et références ».
Mariano Homs Montserrat, né à Manrèse (Catalogne, Espagne) le 15 mai 1901 et mort dans cette même ville le 27 octobre 1975, est un footballeur espagnol. Il est aussi musicien et militant politique.

## Biographie

### Footballeur
Mariano Homs commence à jouer au CE Manresa. Il joue au FC Barcelone lors de la saison 1921-1922. En 1922, il retourne au CE Manresa, puis en 1923 il joue brièvement à l'Espanyol de Barcelone.
Entre 1923 et 1928, il joue au CE Manresa où il met un terme à sa carrière de footballeur le 12 février 1928.

### Musicien
Il est sous-directeur de l'Orfeó Manresà. En 1927, il fonde le Trio Ars où il joue du violon. Dans les années 1930, il joue dans des orchestres de bal comme Els Fatxendes. En 1935, avec Miquel Blanch et d'autres musiciens, il crée un orchestre symphonique sous la protection de l'Associació de Cultura Musical. Après l'assassinat de Blanch, en 1936, il occupe le poste de directeur l'École Municipale de Musique de Manresa. Il est aussi président du Syndicat Musical de Manresa et président de la Societat d'Autors.
En 1956, le président du CE Manresa, Jordi Basiana, lui demande la reconstitution de l'hymne du club. Auparavant, Mariano Homs compose l'hymne du Club Natació Manresa (1945), puis celui de l'Escola Joviat (1966).
Il compose la sardane Amorosa.

### Militant politique
Mariano Homs milite à Estat Català. Il préside les jeunesses de ce parti. Le 14 avril 1931, il est membre de la Junta de Govern Republicana Provisional de Manresa.
En 1934, il fonde et dirige la revue Avançada en faveur d'un républicanisme nationaliste catalan. Cette même année, il est blessé le 20 mars dans un attentat à la rue del Born de Manresa. Après les Fets del sis d'octubre, il est arrêté comme chef des Escamots d'Estat Català. Il est libéré le 24 décembre et il abandonne la politique. 
Après la Guerre civile espagnole, il subit la répression en perdant sa place de fonctionnaire de la municipalité de Manresa et il est condamné à 9 ans de prison pour rébellion militaire.
Pendant le franquisme, il est professeur de violon et de guitare. Il se consacre à la musique populaire. Il fonde son  propre orchestre.